# Ernő Rubik
Ernő Rubik (født 13. juli 1944 i Budapest) er en ungarsk billedhugger, arkitekt og designer. Han er mest kendt for forskellige former for mekanisk legetøj og har opfundet fx Rubiks terning, Rubiks magi og Rubiks slange.

## Hæder
- 1978 – Budapest International Trade Fair, Prize for the Cube[3]
- 1980 – Toy of the Year: Tyskland, Storbritannien, Frankrig, USA[3]
- 1981 – Toy of the Year: Finland, SVerige, Italien[3]
- 1982 – Toy of the Year: Storbritannien (anden gang)[3]
- 1982 – The Museum of Modern Art, New York selected Rubik's Cube into its permanent collection[3]
- 1983 – Hungarian State Prize for at demonstrere og undervise 3D-strukturer og for forskellige løsninger og inspiration til videnskabelig forskning i adskillige år[3]
- 1988 – Juvenile Prize fra State Office of Youth and Sport[3]
- 1995 – Dénes Gabor Prize fra Novofer Foundation as an acknowledgement of achievements in the field of innovation[3]
- 1996 – Ányos Jedlik Prize fra Hungarian Patent Office[3]
- 1997 – Prize for the Reputation of Hungary (1997)[3]
- 2007 – Kossuth Prize, den mest prestigefyldte kulturpris i Ungarn[3]
- 2008 – Moholy-Nagy Prize – fra e Moholy-Nagy University of Arts and Design[3]
- 2009 – EU Ambassador of the Year of Creativity and Innovation[4]
- 2010 – USA Science and Engineering Festival Award (Outstanding Contribution to Science Education)[5]
- 2014 – Hungarian Order of Saint Stephen (The highest Hungarian state honour)[6]
- 2014 – Honorary Citizen of Budapest[7]